# Comuna Glodeni, Mureș
Glodeni (mai demult Șarpotoc, în maghiară: Marossárpatak, în germană: Scharpendorf) este o comună în județul Mureș, Transilvania, România, formată din satele Glodeni (reședința), Merișor, Moișa, Păcureni și Păingeni.

## Demografie
Componența etnică a comunei Glodeni
     Maghiari (73,14%)
     Români (15,25%)
     Romi (6,28%)
     Alte etnii (5,33%)
Componența confesională a comunei Glodeni
     Reformați (59,52%)
     Ortodocși (12,29%)
     Fără religie (6,2%)
     Martori ai lui Iehova (5,33%)
     Romano-catolici (4,59%)
     Greco-catolici (2,37%)
     Adventiști (1,6%)
     Alte religii (1,82%)
     Necunoscută (6,28%)
Conform recensământului efectuat în 2021, populația comunei Glodeni se ridică la 3.678 de locuitori, în scădere față de recensământul anterior din 2011, când fuseseră înregistrați 3.817 locuitori. Majoritatea locuitorilor sunt maghiari (73,14%), cu minorități de români (15,25%) și romi (6,28%). Din punct de vedere confesional, majoritatea locuitorilor sunt reformați (59,52%), cu minorități de ortodocși (12,29%), fără religie (6,2%), martori ai lui Iehova (5,33%), romano-catolici (4,59%), greco-catolici (2,37%) și adventiști (1,6%), iar pentru 6,28% nu se cunoaște apartenența confesională.

## Politică și administrație
Comuna Glodeni este administrată de un primar și un consiliu local compus din 13 consilieri. Primarul, Barna Kozma[*], de la Uniunea Democrată Maghiară din România, este în funcție din 2008. Începând cu alegerile locale din 2024, consiliul local are următoarea componență pe partide politice:
|  | Partid                                 | Consilieri | Componența Consiliului | Componența Consiliului | Componența Consiliului | Componența Consiliului | Componența Consiliului | Componența Consiliului | Componența Consiliului | Componența Consiliului | Componența Consiliului | Componența Consiliului | Componența Consiliului |
|  | -------------------------------------- | ---------- | ---------------------- | ---------------------- | ---------------------- | ---------------------- | ---------------------- | ---------------------- | ---------------------- | ---------------------- | ---------------------- | ---------------------- | ---------------------- |
|  | Uniunea Democrată Maghiară din România | 11         |                        |                        |                        |                        |                        |                        |                        |                        |                        |                        |                        |
|  | Alianța pentru Unirea Românilor        | 1          |                        |                        |                        |                        |                        |                        |                        |                        |                        |                        |                        |
|  | Partidul PRO România                   | 1          |                        |                        |                        |                        |                        |                        |                        |                        |                        |                        |                        |

## Obiective turistice
- Conacul Teleki din Glodeni
- Biserica reformată din Glodeni
- Biserica reformată din Păcureni
- Parcul memorial din Glodeni
- Biserica de lemn din Glodeni, Mureș
- Biserica de lemn din Moișa
- Biserica de lemn din Păcureni
- Biserica de lemn din Păingeni
- Pădurea Glodeni - sit de importanță comunitară inclus în rețeaua ecologică europeană Natura 2000 în România.